# 21936 Ryan
21936 Ryan è un asteroide della fascia principale. Scoperto nel 1999, presenta un'orbita caratterizzata da un semiasse maggiore pari a 2,2543149 UA e da un'eccentricità di 0,0999843, inclinata di 2,06338° rispetto all'eclittica.